# Album No. 1
Album No. 1 är det första och enda studioalbumet av den Göteborgsbaserade gruppen Sparks of Seven. Skivan utgavs den 8 oktober 2003 på Burning Heart Records. Från skivan släpptes även singeln Move Me On.

## Låtlista
1. "Sparx:7"
2. "Move Me On"
3. "Sunrise"
4. "Heroines of Rejected Souls"
5. "Damnation of It All"
6. "Death of Us"
7. "When None Was Great"
8. ""Destructor"
9. "Stay Free"
10. "Lost"
11. "Superior You"

## Medverkande musiker
- Don Alstherberg - Gitarr
- Anders Danielsson - sång
- Oskar Johansson - slagverk
- Markku Mulari - trummor
- Tuomas Siirilä - gitarr
- Andreas Strid - bas
- Daniel Åberg - orgel

## Mottagande
Zero Music Magazine gav betyget 4/5. Recensenten Pelle Olofsson skrev: "det låter ungefär som om Soundtrack of Our Lives fick för sig att göra en fri tolkning av Primal Screams "Give Out But Don’t Give Up"."

### Fotnoter
1. ↑  ”Sparks of Seven”. Discogs.com. http://www.discogs.com/artist/Sparks+Of+Seven. Läst 13 april 2012.
2. ↑  ”Album No.1”. Zero Music Magazine. Arkiverad från originalet den 25 mars 2012. https://web.archive.org/web/20120325190231/http://www.zeromagazine.nu/rec.asp?id=350. Läst 13 april 2012.